# Saitis signatus
Saitis signatus là một loài nhện trong họ Salticidae.
Loài này thuộc chi Saitis. Saitis signatus được Eugen von Keyserling miêu tả năm 1883.